# Ішківський орнітологічний заказник
І́шківський зака́зник — орнітологічний заказник місцевого значення в Україні. Розташований на північній околиці села Дворища Тернопільського району Тернопільської області, в межах колишніх торфорозробок.
Площа 80 га. Оголошений об'єктом природно-заповідного фонду рішенням Тернопільської обласної ради від 18 березня 1994 року. Перебуває у віданні Ішківської сільської ради.
Під охороною — численна водно-болотна та мисливська орнітофауна. Трапляються лебідь-шипун, крижень, лиска, норець великий, водяна курочка, лунь очеретяний та інші види птахів.
Рішенням Тернопільської обласної ради від 22 липня 1998 № 15 мисливські угіддя надані у користування Козівської районної організації УТМР як постійно діюча ділянка з охорони, збереження та відтворення мисливської фауни.